# محوطه چال دیره
محوطه چال دیره مربوط به دوره هخامنشی است، و مرمت آن در - سده‌های میانه و متاخر دوران‌های تاریخی پس از اسلام است و در شهرستان اندیکا، بخش چلو، دهستان للر کتک، ۶ کیلومتری جنوب شرقی روستای کتک واقع شده و این اثر در تاریخ ۲۶ اسفند ۱۳۸۷ با شمارهٔ ثبت ۲۵۹۹۰ به‌عنوان یکی از آثار ملی ایران به ثبت رسیده است.